# Tengizveld
Het Tengizveld is een olieveld dat ligt voor de noordwestkust van Kazachstan in de Kaspische Zee. Tengiz betekent zee in het Turks.

## Achtergrond
Het Tengiz-oliereservoir werd in 1979 ontdekt en het was een van de grootste ontdekte olievelden in de recente geschiedenis. Het reservoir zelf is 19 kilometer bij 21 kilometer groot. De meeste olie wordt naar de stad Atyrau getransporteerd dat 350 kilometer ten noorden van Tengiz ligt.
In 1991 waren de eerste faciliteiten gereed en begon de olie te stromen naar de ontzwavelingsinstallaties. Twee jaar later tekende de regering en Chevron een samenwerkingsovereenkomst. Tengiz wordt sindsdien geëxploiteerd door Tengizchevroil, dat in 1993 een contract sloot voor de duur van veertig jaar. Tengizchevroil is een consortium, waarin Chevron (50%), Exxon Mobil (25%), de Kazachse overheid via Kazakhstan Petroleum (20%) en Lukoil (5%) participeren. Chevron moest meer dan vijf jaar onderhandelen voordat zij toestemming kreeg het olieveld te ontwikkelen. Volgens Chevron is Tengiz’s werelds diepste ‘super giant’ olieveld in de wereld, de bovenkant van het olieveld ligt 3657 meter onder de grond. Stapsgewijs is de capaciteit van het veld en installaties verhoogd, van 7 miljoen ton in 1997, naar 12 miljoen ton in 2001 en in 2008 lag de capaciteit op 25 miljoen ton per jaar.
In 2015 werd 27,2 miljoen ton olie (217 miljoen vaten) uit het veld geproduceerd. Verder kwam nog ruim 1 miljoen ton lpg vrij en 7 miljard m3 aardgas. De olie is zwavelrijk en dit wordt verwijderd alvorens het op transport gaat. In 2015 werd 2,7 miljoen ton zwavel verkocht. Chevron kondigde in 2016 aan US$ 37 miljard te investeren in het olieveld om de productie uit te breiden naar meer dan een miljoen vaten per dag.
Voor het olietransport naar de belangrijke internationale afzetmarkten opende in 2001 het Kaspisch Pijpleidingenconsortium een pijplijn die loopt van Tengiz naar Novorossiejsk aan de noordoostkust van de Zwarte Zee. De pijplijn heeft een lengte van 1510 kilometer. De capaciteit is ruim 650.000 vaten per dag, ofwel ruim 35 miljoen ton olie per jaar. De olie wordt in de haven van Novorossiejsk overgepompt in tankers. In 2002 werd al ruim 11 miljoen ton olie door de pijplijn vervoerd en dit nam verder toe tot ruim 30 miljoen ton vanaf 2005. In 2011 viel het besluit de capaciteit van de pijplijn te verhogen. Na een investering van US$ 5,4 miljard is de capaciteit verhoogd naar 67 miljoen ton op jaarbasis.
Volgens The Wall Street Journal zou het Tengiz-veld een van de meest winstgevende olievelden ter wereld zijn. Analisten schatten in dat het veld anno 2016 Chevron US$ 70 miljard aan omzet en US$ 40 miljard aan winst heeft opgeleverd sinds 1993. In de tabel staan de resultaten vermeld van Tengizchevroil vanaf 2011.
| Jaar | Omzet           | Nettoresultaat  |
| Jaar | (× US$ miljard) | (× US$ miljard) |
| ---- | --------------- | --------------- |
| 2011 | 25,3            | 10,0            |
| 2012 | 23,1            | 9,1             |
| 2013 | 25,2            | 9,9             |
| 2014 | 22,8            | 8,8             |
| 2015 | 12,8            | 3,9             |
| 2016 | 10,5            | 2,6             |
| 2017 | 13,4            | 4,8             |
| 2018 | 17,3            | 8,9             |
| 2019 | 16,3            | 5,9             |
| 2020 | 9,2             | 2,2             |
| 2021 | 15,9            | 5,4             |
| 2022 | 24,0            | 8,6             |
| 2023 | 19,8            | 6,6             |
| 2024 | 18,9            | 5,8             |